# 에구치-핸슨 공간
이론물리학에서 에구치-핸슨 공간(Eguchi[江口]-Hanson空間, 영어: Eguchi–Hanson space)은 4차원 초켈러 다양체의 하나이며, A1 점근 국소 유클리드 공간이다. 즉, 콤팩트하지 않으며, 점근적으로 (즉, 중심에서 멀리 떨어져) {\displaystyle \mathbb {C} ^{2}/\mathbb {Z} _{2}}의 꼴이다. 중력적 순간자의 일종으로 해석할 수 있다.

## 정의
에구치-핸슨 공간은 위상수학적으로 {\displaystyle \mathrm {T} ^{*}\mathbb {S} ^{2}} (2차원 구면의 여접다발)이다. 복소수 좌표 {\displaystyle z_{1},z_{2}}에 대하여, 계량 텐서는 다음과 같다.
{\displaystyle g_{i{\bar {\jmath }}}={\sqrt {a^{4}/r^{4}+1}}\left(\delta _{i{\bar {\jmath }}}+z_{i}{\bar {z}}_{\bar {j}}/(r^{2}(1+r^{4}/a^{4}))\right)}
여기서 {\displaystyle r^{2}=|z_{1}|^{2}+|z_{2}|^{2}}이고, {\displaystyle a}는 순간자의 크기를 나타내는 매개 변수다. 이 좌표에서 {\displaystyle (z_{1},z_{2})=(-z_{1},-z_{2})}로 간주하면, {\displaystyle r=0}에서 특이점이 없음을 보일 수 있다.
이는 퍼텐셜
{\displaystyle V({\vec {r}})={\frac {1}{\|{\vec {r}}||}}+{\frac {1}{\|{\vec {r}}-{\vec {r}}_{0}\|}}}
에 대한 기번스-호킹 가설 풀이로 구성될 수 있다.

## 성질
에구치-핸슨 공간은 SU(2)=USp(2) 홀로노미를 가진다. 따라서 이는 칼라비-야우 다양체이자 초켈러 다양체이다.
에구치-핸슨 공간의 호지 수들은 다음과 같다.
|   |   | 1 |   |   |
|   | 0 |   | 0 |   |
| 0 |   | 1 |   | 0 |
|   | 0 |   | 0 |   |
|   |   | 1 |   |   |
여기서 유일한 2차 호몰로지는 반 자기 쌍대(anti-self-dual)이다. 즉, 반(反) 자기 쌍대 2차 미분 형식 (양-밀스 순간자)이 존재한다.

## 역사
에구치 도루(일본어: 江口 徹)와 앤드루 핸슨(영어: Andrew J. Hanson)이 1978년 발견하였다. 이와 거의 동시에 에우제니오 칼라비도 같은 공간을 독자적으로 발견하였다.

## 참고 문헌
1. ↑  Eguchi, Tohru; Andrew J. Hanson (1978년 4월 10일). “Asymptotically flat self-dual solutions to euclidean gravity” (PDF). 《Physics Letters B》 (영어) 74 (3): 249–251. Bibcode:1978PhLB...74..249E. doi:10.1016/0370-2693(78)90566-X. ISSN 0370-2693.
2. ↑  Eguchi, Tohru; Andrew J. Hanson (1979년 7월). “Self-dual solutions to Euclidean gravity” (PDF). 《Annals of Physics》 (영어) 120 (1): 82–105. Bibcode:1979AnPhy.120...82E. doi:10.1016/0003-4916(79)90282-3. ISSN 0003-4916.
3. ↑  Eguchi, Tohru; Andrew J. Hanson (1979년 12월). “Gravitational instantons” (PDF). 《General Relativity and Gravitation》 (영어) 11 (5): 315–320. Bibcode:1979GReGr..11..315E. doi:10.1007/BF00759271. ISSN 0001-7701.
4. ↑  Calabi, Eugenio (1979). “Métriques kählériennes et fibrés holomorphes”. 《Annales Scientifiques de l’École Normale Supérieure》 (영어) 12 (2): 269–294. doi:10.24033/asens.1367. MR 543218. Zbl 0431.53056.

- Malmendier, Andreas (2003년 9월). “The eigenvalue equation on the Eguchi-Hanson space”. 《Journal of Mathematical Physics》 (영어) 44 (9): 4308–4343. arXiv:math/0210081. Bibcode:2003JMP....44.4308M. doi:10.1063/1.1579548. ISSN 0022-2488.

## 같이 보기
- 토브-너트 공간
- K3 곡면